# Чигинский, Валерий Андреевич
Вале́рий Андре́евич Чиги́нский (9 января 1938 — 8 мая 1987) — советский кинорежиссёр научно-популярного кино. Заслуженный деятель искусств РСФСР (1979).

## Биография
Родился в Ленинграде. В 1964 году окончил ВГИК. Работал в научно-популярном кино на киностудии «Леннаучфильм».
Член КПСС с 1976 года, член Союза кинематографистов СССР (Ленинградское отделение).
Скончался 8 мая 1987 года. Похоронен в Пюхтицком Успенском монастыре (Эстония).

### Семья
- отец — Андрей Александрович Чигинский (1904—1978), режиссёр, организатор кинопроизводства;
- жена — Галина Евгеньевна Чигинская (род. 1942), актриса;
- сын — Василий Валерьевич Чигинский (род. 1969), кинорежиссёр, сценарист;
- дочь — Мария Валерьевна Чигинская.

## Фильмография
Режиссёр
- 1965 — Я нарисую маме луну
- 1966 — Старший и младший
- 1968 — Воспоминания о Новой Земле[3]
- 1968 — Карбас капитана Буторина
- 1970 — Достоевский
- 1973 — Весна в лесу
- 1974 — Рождённая взрывом
- 1974 — Сигналы из микромира
- 1974 — Эффект бороды
- 1975 — На пути к конструированию клетки
- 1976 — Загадки живой клетки (2-я премия X ВКФ в Риге, 1977)[4]
- 1977 — В районе буя Бора-2
- 1977 — О пользе разности потенциалов (приз за оригинальное творческое решение XI ВКФ в Ереване, 1978)[5]
- 1979 — Загадки мирового океана
- 1979 — История огненного эксперимента (2-я премия XII ВКФ в Ашхабаде, 1979)[5]
- 1979 — Прозрачные магниты
- 1980 — Частная жизнь нейрона[6]
- 1981 — Два рассказа о памяти
- 1983 — Весна в лесу
- 1983 — Двадцать микрон пространства
- 1983 — Осень в лесу
- 1984 — Глазами одного пациента
- 1985 — По дорогам второй вселенной
- 1985 — «Пьер Пуйяд» уходит в плаванье
- 1986 — Город кардиологов

Сценарист
- 1980 — Частная жизнь нейрона

## Награды и премии
- заслуженный деятель искусств РСФСР (1979)[1];
- Государственная премия РСФСР имени братьев Васильевых (1987 — посмертно) — за фильмы «Двадцать микрон пространства», «Глазами одного пациента», «Город кардиологов».